# Daniil Shishkarev
Daniil Shishkarev (Kostanay, 6 de julio de 1988) es un jugador de balonmano ruso que juega de extremo derecho en el Chejovskie Medvedi. Es internacional con la selección de balonmano de Rusia.

## Palmarés

### Chejovskie Medvedi
- Liga de Rusia de balonmano (5): 2010, 2011, 2012, 2013, 2014
- Copa de Rusia de balonmano (4): 2010, 2011, 2012, 2013

### Vardar
- Liga de Macedonia de balonmano (5): 2015, 2016, 2017, 2018, 2019
- Copa de Macedonia de balonmano (4): 2015, 2016, 2017, 2018
- Liga SEHA (3): 2017, 2018, 2019
- Liga de Campeones de la EHF (2): 2017, 2019

### Veszprém
- Liga SEHA (1): 2021
- Copa de Hungría de balonmano (1): 2021

## Clubes
- Zarya Kaspiya (2007-2009)
- Chejovskie Medvedi (2009-2014)
- RK Vardar (2014-2020)
- Veszprém KC (2020-2021)
- Chejovskie Medvedi (2021- )